# Иво Георгиев
Иво Георгиев Георгиев (роден на 12 май 1972 г. - 13 ноември 2021 г.) e български футболист, нападател. Играе в редица отбори от България и чужбина. Голмайстор на А група със Спартак (Варна) през сезон 1995/96, когато бележи 21 гола. Част от състава на националния отбор за Евро'96 в Англия, но не записва игрови минути по време на шампионата.

## Кариера
Георгиев израства в школата Академик (София). В края на 1989 г. майка му, която е бивша акробатка, е изпратена в Унгария да обучава студенти в Дебрецен, а той заминава с нея. След пробен период през 1990 г. става футболист на Дебреценския железничарски спортен клуб. Играе три сезона за клуба. През лятото на 1993 г. преминава в друг местен клуб – Дорог Баняс, където остава няколко месеца.
В началото на 1994 г. Георгиев се завръща в България и подписва договор с втородивизионния Корабостроител (Русе). Дебютира официално на 26 февруари 1994 г. при домакинска победа с 1:0 срещу Доростол (Силистра). До края на сезон 1993/94 изиграва 12 мача, в които бележи 12 гола в Северната Б група. Запазва головата си форма и през следващия сезон 1994/95, когато става голмайстор на Б група с 26 попадения в 30 мача.
През лятото на 1995 г. Георгиев става футболист на Славия (София), но дни по-късно треньорът на „белите“ Стоян Коцев се отказва от услугите му. Поради това нападателят преминава в Спартак (Варна). Бързо се утвърждава като основен реализатор на „соколите“. На 14 октомври 1995 г. бележи 6 попадения за победата с 8:1 срещу Спартак (Пловдив), като по този начин дели своеобразния рекорд за най-много голове в един мач от А група заедно с Петър Михайлов, Тодор Праматаров и Цветан Генков. По време на сезон 1995/96 вкарва общо 21 гола и завършва като №1 в листата на стрелците. През лятото на 1996 г. играе за Спартак в турнира Интертото, след което е продаден на елитния швейцарски Аарау за сумата от 550 000 долара.
През ноември 1997 г. Георгиев преминава в Левски (София), но записва само два мача за отбора в турнира за купата. В началото на 1998 г. се завръща в Спартак (Варна). През пролетния дял на сезон 1997/98 изиграва 13 мача в А група и бележи 6 гола.
През лятото на 1998 г. преминава в германския третодивизионен Валдхоф Манхайм. Изиграва обаче само 7 мача за отбора, тъй като по време на сезона претърпява счупване на крак и отсъства 6 месеца от терените.
След края на кариерата си със спортния журналист Станимир Бакалов основават отбора Ултраспорт Академия.
Умира на 13 ноември 2021 г. от остра сърдечно-съдова недостатъчност.

## Статистика по сезони
- Дебрецен – 1990/91 – Унгарска висша лига, 17/6
- Дебрецен – 1991/92 – Унгарска източна втора дивизия, 23/11
- Дебрецен – 1992/93 – Унгарска източна втора дивизия, 28/19, голмайстор на Унгарската източна втора дивизия
- Дорог Баняс – 1993/ес. - В РФГ, 12/1
- Корабостроител – 1994/пр. - Северна Б РФГ, 12/12
- Корабостроител – 1994/95 – Северна Б РФГ, 30/26, голмайстор на Северната Б група
- Спартак (Вн) – 1995/96 – A РФГ, 29/21, голмайстор на А група
- Аарау – 1996/97 – Швейцарска Суперлига, 23/3
- Аарау – 1997/ес. - Швейцарска Суперлига, 5/0
- Левски (Сф) – 1997/ес. - A РФГ, 0/0
- Спартак (Вн) – 1998/пр. - A РФГ, 13/6
- Валдхоф – 1998/99 – Южна Регионална Лига, 7/1
- Аарау – 1999/00 – Швейцарска Суперлига, 10/2
- Добруджа – 2000/ес. - Б РФГ, 3/1
- Апоел – 2001/пр. - Лига Леумит, 6/1
- ФК Ботев (Враца) – 2002/пр. - Б РФГ, 8/2

## Успехи

### Индивидуални
- Голмайстор на А група (1): 1996 (21 гола)